# Lernaea parasiluri
Lernaea parasiluri är en kräftdjursart som beskrevs av Yü 1938. Lernaea parasiluri ingår i släktet Lernaea och familjen Lernaeidae. Inga underarter finns listade i Catalogue of Life.